# Kinjumbi
Kinjumbi è una circoscrizione rurale (rural ward) della Tanzania situata nel distretto di Kilwa, regione di Lindi. Conta una popolazione di 14 426 abitanti (censimento 2012).